# Bettborn (Luxembourg)
Pour les articles homonymes, voir Bettborn.
Bettborn (en luxembourgeois : Biebereg ) est un village et une section de la commune luxembourgeoise de Préizerdaul située dans le canton de Redange.
C'est le centre administratif de la commune.

## Histoire
Le 17 juillet 2001, une loi autorise le changement de nom de la commune de Bettborn en celui de Préizerdaul.